# Woodville (Maine)
Woodville es un pueblo ubicado en el condado de Penobscot en el estado estadounidense de Maine. En el Censo de 2010 tenía una población de 248 habitantes y una densidad poblacional de 2,24 personas por km².

## Geografía
Woodville se encuentra ubicado en las coordenadas 45°31′31″N 68°27′00″O / 45.52528, -68.45000. Según la Oficina del Censo de los Estados Unidos, Woodville tiene una superficie total de 110.68 km², de la cual 110.68 km² corresponden a tierra firme y (0%) 0 km² es agua.

## Demografía
Según el censo de 2010, había 248 personas residiendo en Woodville. La densidad de población era de 2,24 hab./km². De los 248 habitantes, Woodville estaba compuesto por el 98.39% blancos, el 0% eran afroamericanos, el 0% eran amerindios, el 0% eran asiáticos, el 0% eran isleños del Pacífico, el 0% eran de otras razas y el 1.61% pertenecían a dos o más razas. Del total de la población el 0% eran hispanos o latinos de cualquier raza.